# The League of Extraordinary Gentlemen
The League of Extraordinary Gentlemen es una serie de cómics escrita por Alan Moore e ilustrado por Kevin O’Neill que relata las aventuras de un grupo de personajes literarios que son reclutados por el Imperio británico para que sirvan como agentes secretos y lo protejan de las amenazas que se ciernen sobre él.  El concepto inicial era realizar una Liga de la Justicia de la época victoriana, pero rápidamente creció hasta convertirse en una oportunidad para fusionar varias obras de la ciencia ficción en un solo mundo. 
Publicada por primera vez en 1999, es la primera obra publicada bajo el sello editorial America's Best Comics. En principio era una miniserie publicada en seis (6) números, que debido a su éxito comercial se extendió a varios volúmenes: El Volumen II, que salió al mercado en el 2002 y el Black Dossier, el cual vio la luz en noviembre de 2007. Adicionalmente se publicó el Volumen III: Century en mayo de 2009 y la Trilogía de Nemo; serie derivada ambientada en el mismo universo que nos presenta la vida de la heredera de Nemo en tres tomos: Nemo: Corazón de hielo, Nemo: Las rosas de Berlín y Nemo: Río de fantasmas.
Para concluir la serie, en el 2018 se publicó el Volumen IV; subtitulado la tempestad.
El Volumen I de la Liga ganó el Premio Bram Stoker en la categoría Mejor novela ilustrada en el año 2000. El Volumen II fue nominado en la misma categoría en el año 2003, pero perdió el premio de manos de Sandman: Noches eternas, sin embargo ganó el Premio Eisner en la categoría Mejor serie limitada de ese mismo año. La revista Time clasificó el Volumen II como el noveno mejor cómic del 2003. Este volumen también fue incluido en The Year’s Best Graphic Novels, Comics, & Manga en su edición del 2005. El Dossier Negro fue listado como el segundo mejor cómic del 2007 por la revista Time.
Este cómic tuvo una adaptación en la película titulada The League of Extraordinary Gentlemen que se estrenó en los cines el 11 de julio de 2003, la cual narraba los eventos pobremente basados en el primer volumen. Dirigida por Stephen Norrington y distribuida por 20th Century Fox, esta cinta fue protagonizada por Peta Wilson como Mina Harker,  Sean Connery como Allan Quatermain, Jason Flemyng como Dr. Jekyll & Mr. Hyde y Naseeruddin Shah como el capitán Nemo.

## Sinopsis

### Volumen I
Wilhelmina Murray, es reclutada por Campion Bond en nombre del MI5, el servicio de inteligencia británico, para reunir a un variopinto grupo de personajes extraordinarios para defender los intereses del Imperio.
Acompañada por el capitán Nemo viaja en el Nautilus hasta El Cairo para reclutar a un Allan Quatermain víctima del opio. Juntos se dirigen a París, donde el detective Auguste Dupin les ayuda a capturar a una bestia que ataca a las prostitutas y que resulta ser Edward Hyde, alter ego del doctor Henry Jekyll.
De regreso a Londres, mientras el servicio secreto trata los cambios de estado del Dr. Jekyll, Mina Murray, Quatermain y Nemo investigan las misteriosas apariciones de un supuesto "Espíritu Santo" que asalta a las alumnas de un correccional para jovencitas. Allí descubren que el asaltante es Hawley Griffin, El hombre invisible.
Con esta última incorporación queda formada la Liga, cuya primera misión será investigar el robo de la cavorita, un material antigravitatorio desarrollado por el doctor Cavor, con el que temen que los enemigos de Inglaterra podrían usarlo para atacar al Imperio.
Las investigaciones les lleva hasta el Limehouse londinense donde un poderoso jefe del hampa chino, que no es otro que Fu Manchú, está construyendo un gran dirigible con el que atacar Londres desde el aire con la ayuda de la cavorita. La Liga consigue recuperar la cavorita y devolverla al MI5.
Entonces, gracias al hombre invisible, descubren que el jefe de la inteligencia británica es el profesor James Moriarty, el archienemigo de Sherlock Holmes, que al mismo tiempo es el cerebro criminal del West End y se disputa con Fu Manchú el dominio del crimen en Londres. Moriarty también ha estado construyendo un navío aéreo de guerra y necesita la cavorita para bombardear el East End y acabar con Fu Manchú.
Cuando la Liga conoce los planes, intenta detener a Moriarty, pero el ataque ya ha empezado y la nave voladora bombardea el East End. A su vez, Fu Manchú inicia un ataque defensivo con cañones y cometas pilotadas por guerreros que asaltan la nave. La Liga, usando el globo Victoria, alcanza el navío aéreo, se enfrentan a Moriarty y liberan la cavorita, haciendo caer la nave.
Desaparecido Moriarty, Mycroft Holmes toma la dirección del MI5 y decide seguir contando con la Liga para servir a los intereses de Inglaterra.

### Volumen II
El grupo hace frente en esta serie a la invasión de Marte descrita en La guerra de los mundos. Los marcianos son representados como una raza de origen desconocido que es expulsada de Marte por John Carter (de Una princesa de Marte, de Edgar Rice Burroughs) y Gullivar Jones (de Gulliver de Marte de Edwin Lester Linden Arnold).
Los "marcianos" aterrizan en Horsell y usan sus rayos de calor para freír a un grupo de personas que investigaban el cráter que dejaron las naves espaciales. El capitán Nemo logra avisar a sus compañeros de grupo a tiempo para evitar el arma. La Liga se retira a una posada cercana para descansar, donde Hyde empieza a estrechar lazos con Mina. Griffin decide ir con los extraterrestres sigilosamente y ayudarles a invadir la Tierra.
Después de que una unidad militar sea destruida por los extraterrestres, la liga es llevada al Museo Británico para recibir órdenes de Mycroft Holmes. Holmes envía al capitán Nemo, Allan y Hyde a vigilar el cráter en Horsell mientras Griffin y Murray se quedan en el museo revisando los documentos clasificados disponibles sobre Marte. Griffin asalta a Murray y roba varios documentos para entregárselos a los marcianos. Cuando los tres miembros restantes de la Liga regresan y se percatan de lo ocurrido, Holmes decide enviar a Mina y Allan a buscar a un doctor para que les entregue un arma que será vital para la victoria, y que el capitán Nemo y Hyde se queden combatiendo a los extraterrestres en Londres.
El Nautilus de Nemo resulta estar casi al mismo nivel que la maquinaria alienígena e incluso consigue algunas piezas para que sean investigadas por el Gobierno británico. Mientras tanto, Allan y Mina continúan su búsqueda, y se encuentran con Teddy Prendrick, el protagonista de La isla del doctor Moreau, que se ha vuelto completamente loco, y les advierte que el doctor es peligroso. Más tarde, Mina y Allan llegan a una posada en medio del camino y reservan una habitación, en la que ambos tienen relaciones sexuales. Allan descubre la cicatriz que tiene Mina en el cuello debido a su encuentro con Drácula y aparentemente queda horrorizado al descubrirlo.
Al día siguiente, Nemo descubre que los alienígenas han cubierto el Támesis con unos hiedras rojas que dificultan el movimiento del Nautilus. Mientras tanto, Allan convence a Mina de que no le importa que ella tenga la cicatriz en el cuello, y que la noche anterior solo se sorprendió porque su segunda esposa también tenía heridas similares en el cuello. Los dos hacen el amor en el bosque, pero son interrumpidos por uno de los híbridos entre persona y animal del Dr. Moreau, y les guía hasta el hogar del doctor. Los híbridos se parecen a varios personajes de la literatura infantil como el Gato con Botas y el oso Rupert. Hyde encuentra a Griffin en el Museo Británico, revelando que siempre pudo verlo con visión de infrarrojos (un detalle que ya se mostró en la primera serie), Hyde decide vengar a Mina torturando y violando a Griffin hasta la muerte. El Dr. Moreau les da a Mina y Allan el H-142, una misteriosa caja que contiene el híbrido que supuestamente ayudará en la guerra contra los marcianos. Mientras tanto, Nemo descubre el cadáver de Griffin, que se ha vuelto visible tras su muerte. Horrorizado, Nemo está a punto de matar a Hyde, pero es detenido por su cochero Samsom, que le recuerda que la fuerza de Hyde puede ser la única esperanza contra los marcianos.
Allan y Mina finalmente se reúnen con el resto de la Liga y con su superior Campion Bond (un antepasado de James Bond). Bond dice que aún necesitan algo de tiempo para preparar el arma del Dr. Moreau, así que Hyde se ofrece a distraer a los alienígenas, tras despedirse tiernamente de Mina. Hyde se dirige a los extraterrestres cantando felizmente, derribando una de sus máquinas trípode, hasta que es quemado vivo por un rayo de calor. Bond anuncia que el arma del Dr. Moreau ya está preparada, y la dispara. Mientras, revela que era un híbrido de los bacilos causantes del carbunco y estreptococos, y que se dirá al público general que los extraterrestres murieron de la gripe común y que los humanos a los que alcanzaron las bacterias murieron por los marcianos. Nemo se marcha furioso con su familia, anunciando que es mejor que no le busquen jamás, creyendo que Allan y Mina sabían que el arma del Dr. Moreau era un arma biológica. Un mes después, Allan y Mina pasean por el Parque Serpentine (Allan anuncia que su nombre cambiará dentro de poco a Hyde en honor al miembro de la Liga) Murray dice que se irá unos días a Coradine, una comunidad matriarcal escocesa, dejando a Allan solo en un banco del parque.

### Volumen III
La tercera serie está compuesta por tres episodios de 72 páginas. El primero de ellos ocurre en 1910, en el que una nueva Liga investiga un culto satánico que planea traer el Anticristo al mundo además de combatir a Les Hommes Mysterieux, un equipo formado por el Gobierno francés para investigar a la Liga inglesa.
El segundo episodio transcurre en 1969, donde una Liga con un reducido número de integrantes reciben un chivatazo sobre la secta satánica que investigaron en 1910, y que se rumorea que está introduciendo drogas en el East End londinense.
El apocalíptico desenlace de la serie transcurre en 2009, donde el Anticristo que la secta satánica planeaba traer al mundo ya ha crecido. La Liga de los Caballeros Extraordinarios y Les Hommes Mysterieux han desaparecido por completo, un misterioso Sikh armado con submarinos nucleares declara una guerra contra el islam y una paciente de un manicomio británico insiste que conoce toda la verdad.
Muchos de los lugares descritos en los apéndices parecen ser dibujos de Alberto Manguel y del Diccionario de lugares imaginarios de Gianni Guadalupi, aunque Moore agrega muchos lugares que no aparecen allí.

## Personajes
A lo largo de los cuatro volúmenes aparecen infinidad de personajes, lugares y situaciones que abarcan numerosas obras de la cultura pop.
- Mina Harker: Mina es una mujer divorciada que es contactada por Campion Bond para que ubique y reclute a los demás miembros de la Liga.
- Allan Quatermain: antiguo cazador y explorador, fue toda una leyenda del Imperio británico. Reducido a un adicto al opio, es contactado por Mina para que forme parte de la Liga.
- Hawley Griffin: violador de jovencitas de instituto, es capturado y convencido de unirse a la Liga para redimir su pena.
- Dr. Jekyll/Edward Hyde: asesino de prostitutas en París es capturado con la ayuda de C. Auguste Dupin.
- Capitán Nemo: renegado hindú que decide unirse a la empresa más por combatir criminales que por su adhesión al Reino británico.

## Universo
El apéndice contiene un viaje imaginario a través del universo alternativo de la Liga que Alan Moore llamó el Almanaque del Nuevo Viajero. Este Almanaque proporciona 46 páginas de información de fondo (todos estos lugares preexistentes en la mitología o la literatura, pero de difícil comprensión si no se tiene un amplio conocimiento de la literatura). Esto muestra el que argumento del cómic es una pequeña región del mundo de la ficción.

## Legado
- Al éxito comercial de la liga, le sucedió la trilogía derivada: Nemo: corazón de hielo, Nemo: las rosas de Berlín y Nemo: río de fantasmas.
- El nombre de Hawley Griffin, que fue inventado por Moore para ponerle un nombre a Griffin debido a que H.G. Wells nunca lo puso, se ha heredado en muchas interpretaciones y adaptaciones posteriores. Ejemplo de esto estaría la serie de televisión de "El Hombre Invisible".
- El personaje de Edward Hyde fue posteriormente adaptado por otros medios como la criatura monstruosa presentada en el cómic, sin embargo, muchas de las veces no viene acompañada de la explicación de esto que se muestra en el cómic. Ejemplo de esto es la aparición del mismo en la película Van Hellsing.
- El cómic, si bien no fue el primero, fue quien popularizó el concepto de mezclar distintas obras de ficción en un mismo universo, especialmente con aquellas del porte victoriano inglés del siglo XVIII y el XIX. Esto también puso servir de inspiración indirecta para universos compartidos como los de los webcómics The Glass Scientists y The Apex Society. Alan Moore y Kevin O´Neill posteriormente incluyeron al universo de la liga múltiples trabajos de ficción derivados del cine, televisión, radio y en raros casos, videojuegos, aunque la mayoría no pasan solo de un cameo.
- El segundo volumen del cómic, que abarca los eventos de La Guerra de los Mundos, sacó muchos elementos que posteriormente se tomaron como algo predefinido en cuando a mezclar las obras de H.G. Wells se refiere, por ejemplo: El nombre "Alphonse" para el Dr. Moreau así como el desarrollo de una bacteria híbrida para acabar con los marcianos, la traición del Hombre Invisible, etc. Podemos ver un claro ejemplo de esto en los libros escritos por Kevin J. Anderson, quién coincidentemente adaptó la película homónima de la Liga Extraordinaria a una novela de manera oficial.
- Otro concepto sacado directamente de las páginas del cómic es el enfrentamiento en Marte, llevado por múltiples razas y personajes de literatura que se enfrentan para tomar el dominio de Marte sobre los marcianos de Wells, ocasionando su invasión a la tierra.
- El trabajo también retomó la popularidad de personajes que habían sido olvidados o cuya popularidad decayó con el tiempo, tales como Jekyll y Hyde, Allan Quatermain, etc. A la vez que criticaba mucha de la cultura moderna con personajes como James (Jimmy) Bond o Harry Potter, aka: El Anticristo. Mucho se criticó sobre lo alejado y exagerado que muchos de estos personajes están de su fuente original si se compara al resto, incluido una aparente nostalgia artificial que los autores parecían tener con tiempos antiguos, sin embargo, también permitió dar una visión y reflexión distinta sobre tales personajes y su impacto en la cultura popular.
- Este cómic también fue pionero en dar al personaje del hombre invisible una personalidad más enfermiza de lo habitual, cosa que se recalcó en la película del 2000 "Hollow Man" inintencionadamente. El cómic muestra pues a Hawley Griffin como un sociópata violador en serie más que el megalomaníaco sujeto de la novela original.
- El cómic también pudo servir de antesala para Moore en trabajos posteriores como lo serían Lost Girls, un cómic erótico protagonizado por Dorothy (El Mago de Oz), Alicia (Alicia en el País de las Maravillas) y Wendy (Peter Pan), así como de su trabajo con el material Lovecraftiano en Providence, Neonomicón, etc.